# アナセマ
アナセマ (Anathema) は、イングランド出身のオルタナティヴ/プログレッシブ・ロックバンド。
「パラダイス・ロスト」「マイ・ダイイング・ブライド」と共に、ゴシック・メタル・シーン黎明期の中心であった「ザ・ピースヴィル・スリー」(The Peaceville Three)の一角を成した。

## 概要
4thアルバム以降は脱ゴシック・メタル化を図り、2010年にはポスト・プログレを主に扱うレーベル「Kスコープ」と契約するなど、アトモスフェリックでプログレッシブなバンドとして活動している。
2017年には、初のコンセプト・アルバム『ジ・オプティミスト』を発表した。
2020年9月23日、無期限の活動休止を発表した。

## メンバー

### 現ラインナップ
- ヴィンセント・カヴァナー (Vincent Cavanagh) - リズムギター、ボーカル (1990年- )
- リー・ダグラス (Lee Douglas) - ボーカル (2000年- )
- ダニエル・カヴァナー (Daniel Cavanagh) - リードギター (1990年-2002年、2003年- )
- ジェイミー・カヴァナー (Jamie Cavanagh) - ベース  (1990年-1991年、2001年- )
- ジョン・ダグラス (John Douglas) - ドラムス (1990年-1997年、1998年- )
- ダニエル・カルドーゾ (Daniel Cardoso) - キーボード (2012年- )

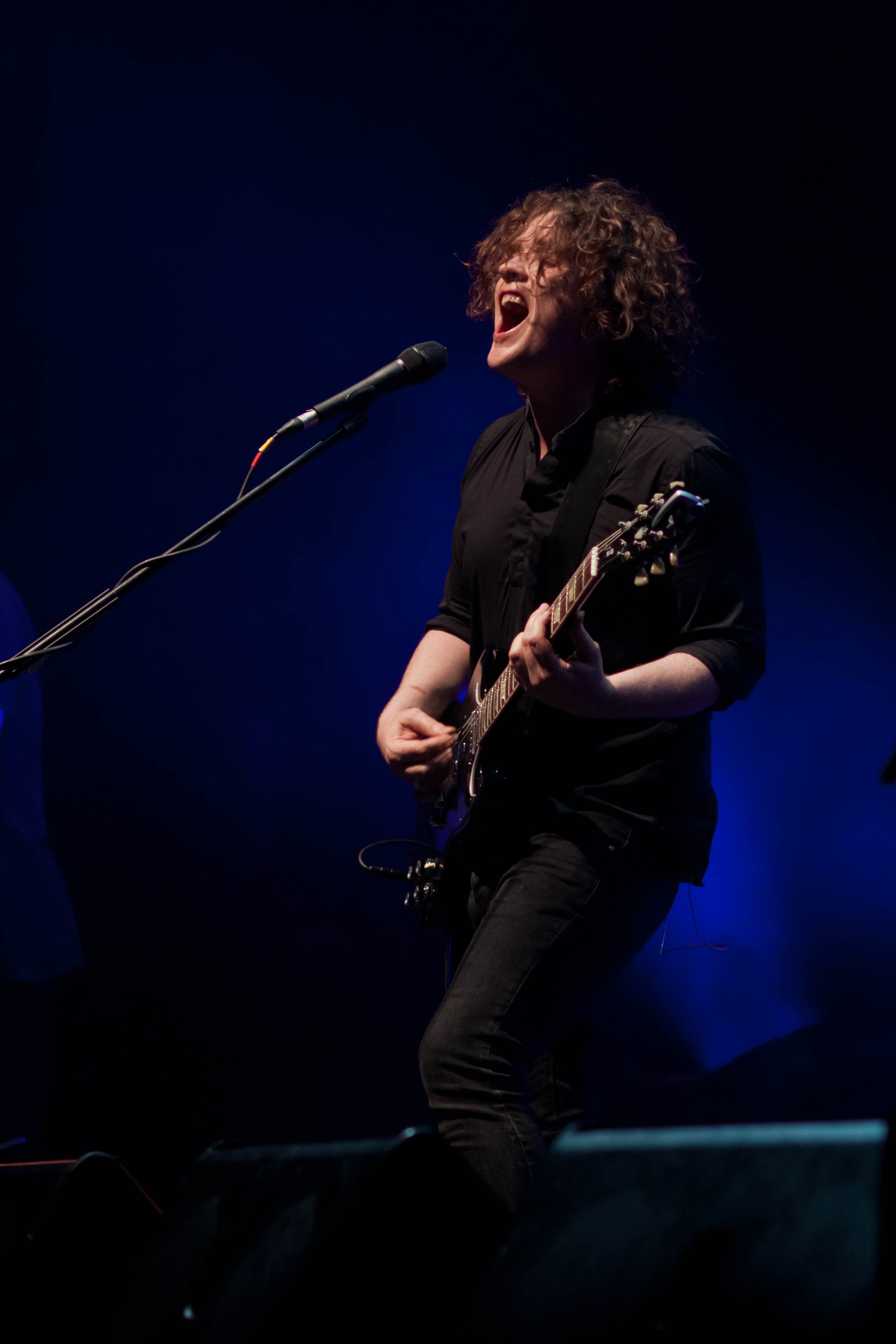
ヴィンセント・カヴァナー(G/Vo) 2017年
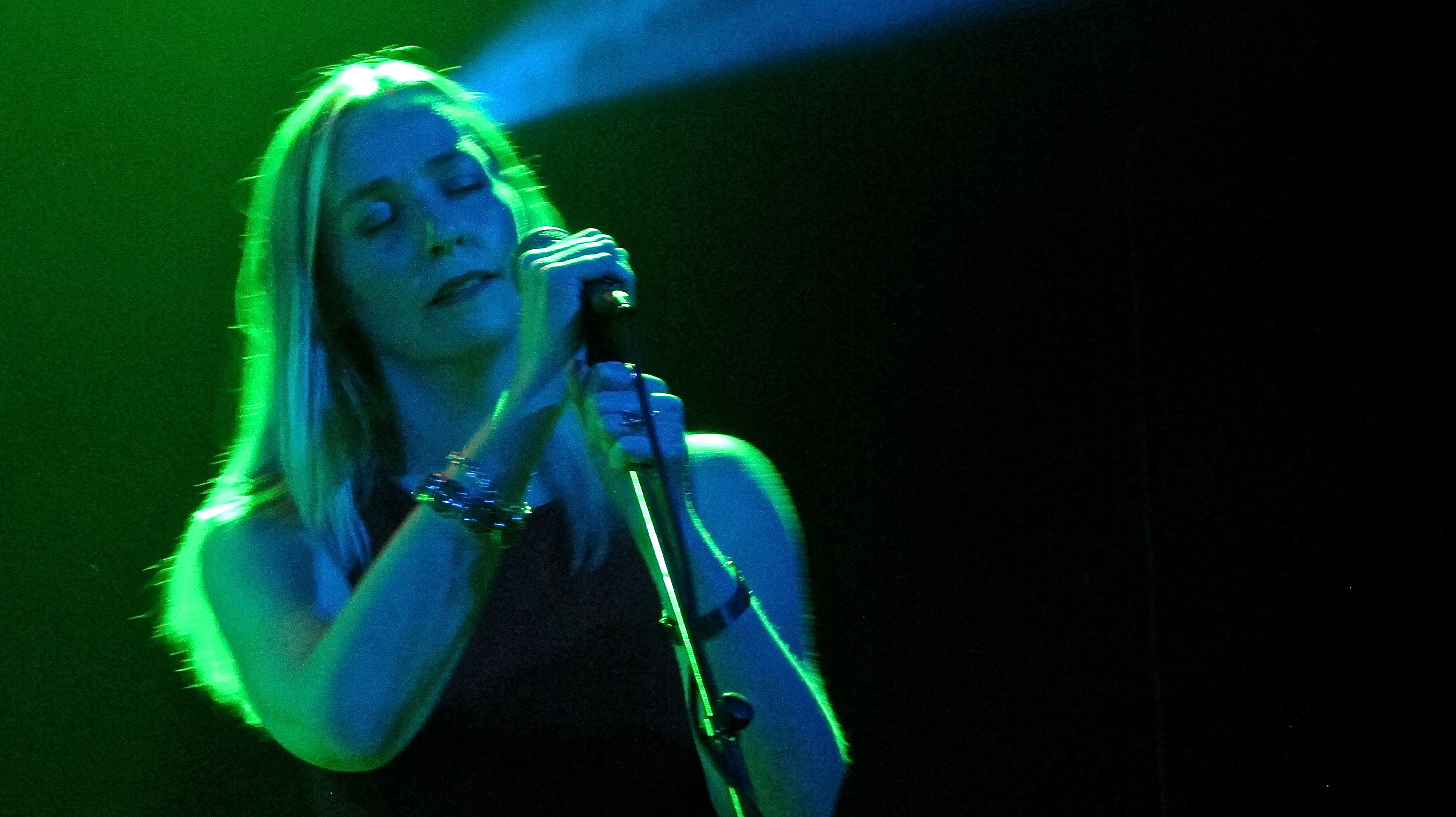
リー・ダグラス(Vo) 2013年
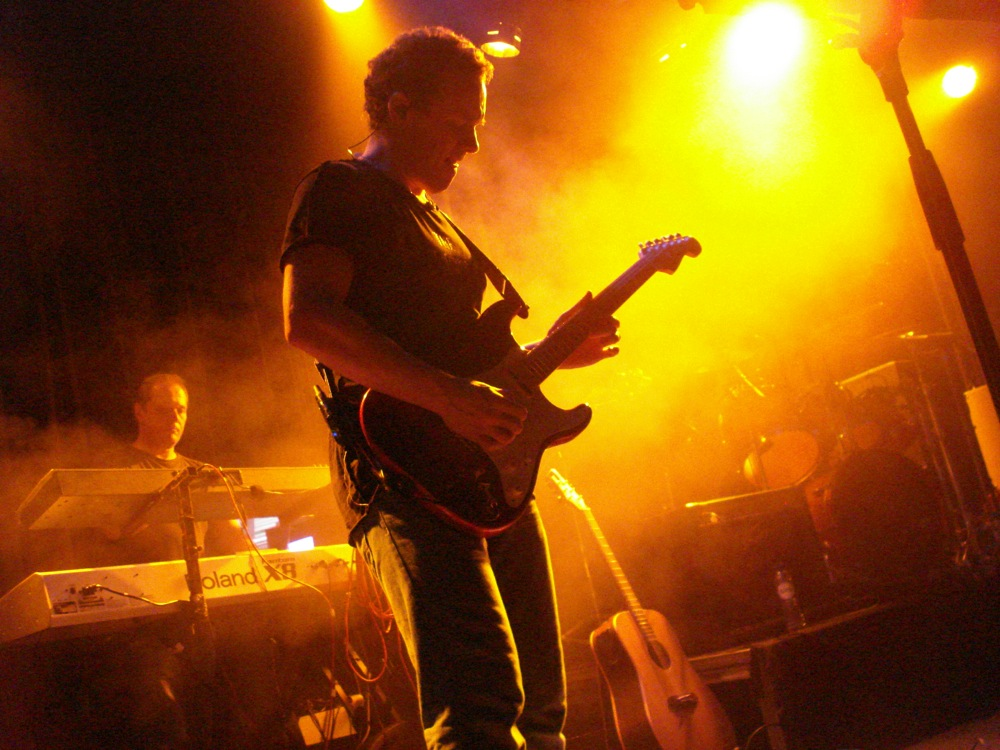
ダニエル・カヴァナー(G) 2010年
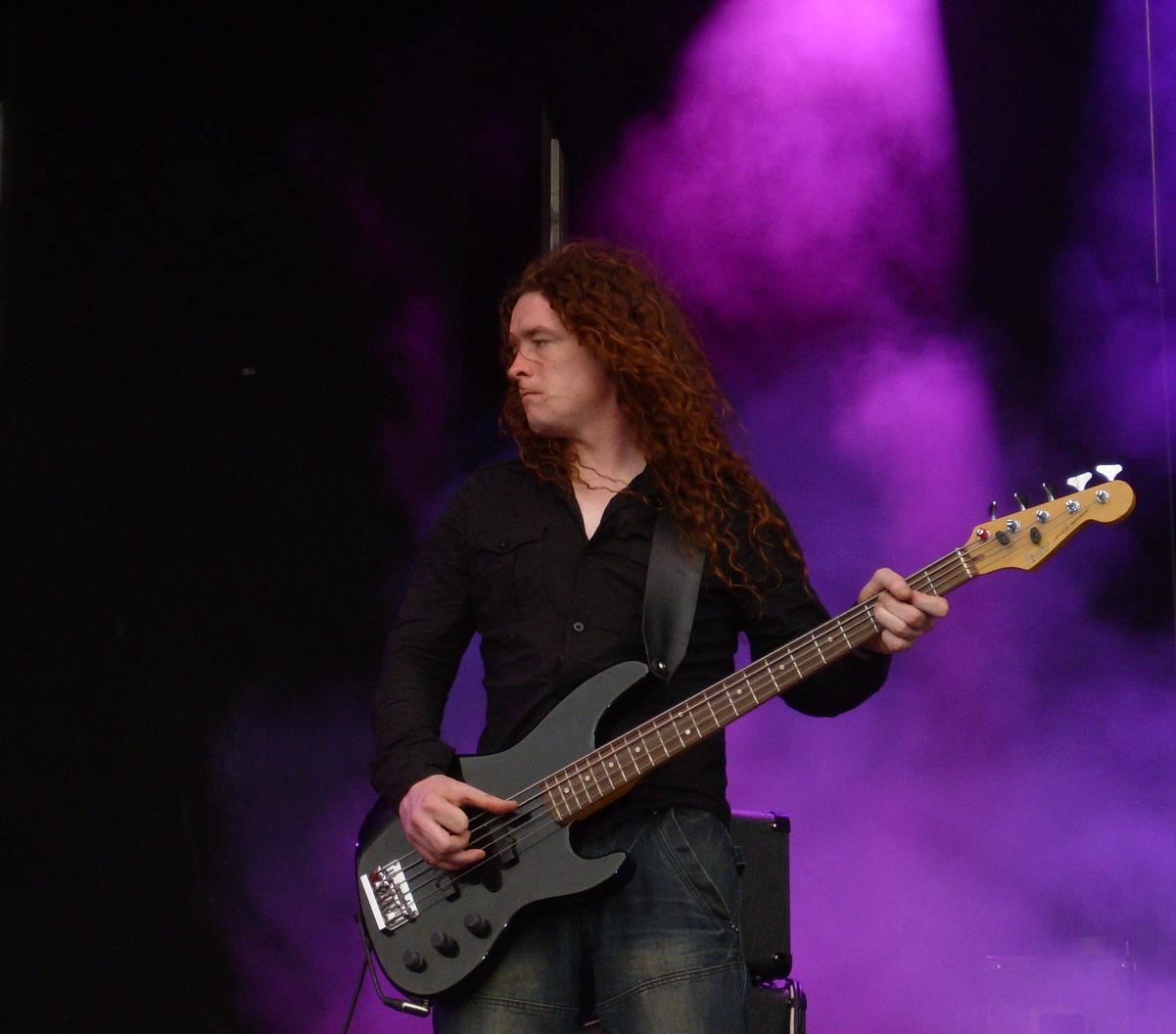
ジェイミー・カヴァナー(B) 2007年
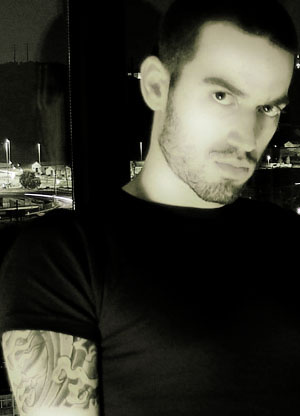
ダニエル・カルドーゾ(Key) 2007年

### 旧メンバー
- ダーレン・ホワイト (Darren White) - ボーカル (1990年-1995年)
- ダンカン・パターソン (Duncan Patterson) - ベース、キーボード (1991年-1998年)
- ショウン・スティールズ (Shaun Steels) - ドラム (1997年-1998年)
- デイブ・パイボス (Dave Pybus) - ベース (1998年-2001年)
- マーティン・パウエル (Martin Powell) - キーボード、ヴァイオリン (1998年-2000年)
- レス・スミス (Les Smith) - キーボード (2000年-2011年)

## ディスコグラフィ

### オリジナル・アルバム
- 『セレナーデ』 - Serenades (1993年)
- 『ザ・サイレント・エニグマ』 - The Silent Enigma (1995年)
- 『エターニティ』 - Eternity (1996年)
- 『オルタナティヴ 4』 - Alternative 4 (1998年)
- Judgement (1999年)
- 『ファイン・デイ・トゥ・エグジット』 - A Fine Day to Exit (2001年)
- A Natural Disaster (2003年)
- We're Here Because We're Here (2010年)
- Weather Systems (2012年)
- 『ディスタント・サテライツ』 - Distant Satellites (2014年)
- 『ジ・オプティミスト』 - The Optimist (2017年)

### ライブ・アルバム
- Untouchable (2013年)
- Universal (2013年)
- 『ア・ソート・オブ・ホームカミング』 - A Sort of Homecoming (2015年)

### コンピレーション・アルバム
- Resonance (2001年)
- Resonance 2 (2002年)
- Hindsight (2008年)
- Falling Deeper (2011年)
- Internal Landscapes 2008-2018 (2018年)

### EP
- The Crestfallen (1992年)
- 『ザ・クレストフォールンEP + ペンティコーストIII』 - Pentecost III (1995年) ※日本盤は上記EPとのカップリング
- Alternative Future (1998年)

### シングル
- "They Die" (1992年)
- "We Are the Bible" (1994年)
- "Deep" (1999年)
- "Make It Right" (1999年)
- "Pressure" (2001年)
- "Everything" (2006年)
- "A Simple Mistake" (2006年)
- "Angels Walk Among Us" (2007年)
- "Dreaming Light" (2011年)

### デモ
- An Iliad of Woes (1990年)
- All Faith Is Lost (1991年)